# 百万刈
百万刈（ひゃくまんがり）は、秋田県横手市の大字。郵便番号は013-0828。人口は195人、世帯数は57世帯（2020年10月1日現在）。旧平鹿郡黒川村大字百万刈、旧平鹿郡百万刈村に相当する。

## 地理
横手市の北部、横手地域の北西端に位置しており、東で黒川・下境、西で大雄、北で大仙市角間川町、南で塚堀と隣接する。西端を大戸川が北西に流れ、北端で横手川と合流する。水田中心の純農村地帯で、南北に細長い領域を有する。大戸川に沿って上流から上根田・下根田・百万刈・百万刈落合の各集落がある。大戸川と横手川が合流する百万刈落合集落を県道71号大曲横手線が南北に縦貫する。
全域が都市計画区域に含まれるが、区域区分非設定区域となっている。都市計画法上の用途地域には指定されていない。

### 地名の由来
菅江真澄の『雪の出羽路 平鹿郡』によると、川の蛇行がひどくて百曲りであるとの意味を「百万苅」という字に宛てていると記されている。
『久保田領郡邑記』によると、この百曲がりごとに淵があり、淵ごとに河童がいたという。あるとき、横手の戸村十太夫がこの地に小島狩に訪れた際、草履取りが川に入り、河童に襲われて命を落とした。これに怒った戸村が淵を干上がらせて河童を捕らえ、殺した。その後、99曲がりの河童たちがこの河童を探し回ったため、川の水が濁るようになり、「濁川」と呼ばれるようになったという伝承が記されている。

### 小字
2024年（令和6年）10月5日時点での「横手市（秋田地方法務局大曲支局）登記所備付地図データ」、デジタル庁公表の「アドレス・ベース・レジストリ」の「秋田県 横手市 町字マスター（フルセット） データセット」、横手市公表のオープンデータによれば、百万刈の小字は以下の通りである。
| 町・字 | 町・字     | 出典 | 出典         | 出典       |
| 大字   | 小字       | 登記 | 町字マスター | 行政区一覧 |
| ------ | ---------- | ---- | ------------ | ---------- |
| 百万刈 | 字大巻     | ○    | ○            | ○          |
| 百万刈 | 字下根田   | ○    | ○            | ○          |
| 百万刈 | 字釜蓋     | ○    | ○            | ○          |
| 百万刈 | 字若宮     | ○    | ○            | ○          |
| 百万刈 | 字上根田   | ○    | ○            | ○          |
| 百万刈 | 字上根田南 | ○    | ○            | ○          |
| 百万刈 | 字上根田北 | ○    | ○            | ○          |
| 百万刈 | 字百万刈   | ○    | ○            | ○          |
| 百万刈 | 字百万刈西 | ○    | ○            | ○          |
| 百万刈 | 字北谷地   | ○    | ○            | ○          |
| 百万刈 | 字落合     | ○    | ○            | ○          |
| 百万刈 | 字落合西   | ○    | ○            | ○          |
| 百万刈 | 字落合北   | ○    | ○            | ○          |

## 歴史
百万刈は、鎌倉時代に当たる文永3年（1267年）の開村と伝えられており、慶安2年（1648年）に根田川村・落合村が合併して百万刈村と称したとも、百万刈村・根田川村が検使役の指示によって合併して百万刈村としたとも言われている。また、延宝5年（1755年）に新田村を合併したとも言われる。
正保4年（1647年）の『出羽国知行高目録 下』には百万曲村として村名が見え、享保年間までの村高を記録した郷帳に記載された町名を調べた『平鹿郡御黒印吟味覚書』でも、百万曲村として記載がある。百万曲村は次いで百万苅村、百万苅根田川村と村名が変遷する。享保15年（1730年）の『六郡郡邑記』によると、百万苅根田川村は家数8軒、支郷に落合村（家数12軒）・下根田川村（同12軒）・上根田川村（同4軒）がある。

### 年表
- 1889年（明治22年）4月1日 - 町村制施行に伴い、黒川村・百万刈村が合併し、黒川村となる[15]。百万刈村は黒川村大字百万刈となる[16]。
- 1955年（昭和30年）4月1日 - 境町村と黒川村が横手市に編入[17][18]。横手市百万刈となる[19]。

## 世帯数と人口
2020年（令和2年）10月1日現在の世帯数と人口は以下の通りである。
| 大字   | 世帯数 | 人口  |
| ------ | ------ | ----- |
| 百万刈 | 57世帯 | 195人 |

### 人口・世帯数の推移
以下は国勢調査による1995年（平成7年）以降の人口の推移。
| 年                 | 人口 |
| ------------------ | ---- |
| 1995年（平成7年）  | 341  |
| 2000年（平成12年） | 303  |
| 2005年（平成17年） | 276  |
| 2010年（平成22年） | 219  |
| 2015年（平成27年） | 202  |
| 2020年（令和2年）  | 195  |

以下は国勢調査による1995年（平成7年）以降の世帯数の推移。
| 年                 | 世帯数 |
| ------------------ | ------ |
| 1995年（平成7年）  | 68     |
| 2000年（平成12年） | 67     |
| 2005年（平成17年） | 65     |
| 2010年（平成22年） | 52     |
| 2015年（平成27年） | 52     |
| 2020年（令和2年）  | 57     |

## 小・中学校の学区
市立小・中学校に通う場合、学区（校区）は以下の通りとなる。
| 小字 | 小学校               | 中学校               |
| ---- | -------------------- | -------------------- |
| 全域 | 横手市立横手北小学校 | 横手市立横手北中学校 |

## 交通

### 鉄道
町内に駅はない。最寄り駅は■奥羽本線の後三年駅。

### バス
町内にバス路線及びバス停はない。
2023年9月30日までは羽後交通の角間川線が通っていた。

### 道路
- 秋田県道71号大曲横手線

## 施設
- 若宮神社（字若宮23番地）[28]
祭神：宇迦之御魂、祭日：4月5日[28]
- 馬頭観音堂（字落合184番地）[28]
本尊：馬頭観世音菩薩、祭日：4月17日[28]
- 八幡神社（字若宮24番地）[29]
祭神：応神天皇、祭日：8月15日[29]
- 神明社（字下根田67番地）[29]
祭神：天照大神、祭日：8月16日[29]